# Компас (шхуна, 1859)
«Компас» — двухмачтовая парусно-винтовая шхуна, последовательно входившая в состав Балтийского флота Российской империи, эстонских военно-морских сил и Балтийского флота СССР. Одна из четырёх шхун типа «Бакан», участник Первой и Второй мировых войн.

## Описание судна
Парусно-винтовая двухмачтовая шхуна с железным корпусом, одна из четырёх шхун типа «Бакан». Водоизмещение шхуны по сведениям из различных источников составляло от 251 до 284 тонн, длина — 39,63 до 40,5 метра, ширина — 6—6,1 метра, а осадка — 2,6 метра. На судне была установлена паровая машина мощностью 40/90—120 (номинальных/индикаторных) лошадиных сил. Дальность плавания шхуны при средней скорости 10 узлов составляла 800 миль, максимальная скорость судна могла достигать 12 узлов.
Во время службы судна транспортом в составе Российского императорского флота, его вооружение состояло из одного 7,62 миллиметрового пулемета, а экипаж судна составляли 23 человека.

## История службы
Шхуна «Компас» была заказана в Англии, закладка судна состоялась 3 (15) января 1859 года, и после спуска на воду 23 апреля (5 мая) 1859 года оно вошло в состав Балтийского флота Российской империи. В том же году шхуна выходила в плавания в Финский залив и Балтийское море.
В кампанию 1860 года находилась в плаваниях в Балтийском море, а следующего 1861 года — в Финском заливе.
В кампанию 1862 года находилась в плаваниях в Балтийском море, Финском заливе и шхерах, в том числе принимала участие в описи абовских шхер.
В кампанию 1863 года находилась в плаваниях в Финском заливе, в том числе финляндских шхерах.
В 1864 году совершала плавания в Финском заливе и Балтийском море.
В кампанию 1865 года выходила в плавания в Финский залив и Балтийское море, а также использовалась для выполнения гидрографических работ в абовских шхерах.
В кампанию 1866 года выходила в плавания в Финский залив и Балтийское море.
В кампании 1869 по 1874 год выходила в плавания в Балтийское море и Финский залив. При этом в кампанию 1871 года командир шхуны капитан 1-го ранга Г. К. Ушаков был награждён орденами Святого Станислава II степени и Святого Владимира IV степени с бантом за выслугу лет.
14 (26) октября 1874 года командир шхуны капитан-лейтенант А. К. де Ливрон был отдан под следствие и предан суду по жалобе экипажа шхуны на то, что им «за борт были выброшены святые иконы». 1 (13) мая 1875 года приговором военно-морского суда Санкт-Петербургского порта, за неуважение к святыне и нанесение побоев нижним чинам экипажа шхуны, был отстранён от должности командира шхуны, с последующим наказанием по статье 46 Военно-морского устава и увольнением в отпуск с сохранением содержания внутри империи на 6 месяцев.
В кампанию 1875 года использовалась для выполнения гидрографических работ в Балтийском море.
В кампанию 1877 года командир шхуны капитан 2-го ранга П. А. Полянский был награждён орденом Святого Станислава II степени.
С 1879 по 1882 год выходила в плавания в Финский и Рижский заливы, а также в Балтийское море.
В кампанию 1884 года совершала плавания в Балтийском море.
В кампанию 1885 года шхуна совершала плавания в Финском заливе в составе 9-го отряда миноносок эскадры контр-адмирала Н. В. Копытова. При этом на шхуне находился начальник 9-го отряда миноносок капитан 2-го ранга К. К. Гриппенберг, в том же году также выходила в плавания в Рижский залив;.
В кампанию 1886 года выходила в плавания в Балтийское море.
В кампании 1887 и 1888 годов вновь выходила в плавания в Финский залив и Балтийское море.
В 1889 году совершала плавания в Финском заливе.
1 (13) февраля 1892 года шхуна была переквалифицирована в транспорт без переименования.
В кампанию 1893 года совершал плавания в Балтийском море.
В кампанию 1897 года выходил в плавания в Финский и Рижский заливы. 
В кампании с 1900 по 1902 год совершал плавания в Балтийское море и его заливах.
С 16 (29) июля 1915 года транспорт был переквалифицирован в гидрографическое судно.
В феврале 1918 года «Компас» был оставлен в Ревеле, где захвачен немецкими войсками и продан Эстонии. 6 (19) августа 1940 года вошёл в состав Балтийского флота СССР. Принимал участие в Великой Отечественной войне. 
Шхуна разобрана на металл по сведениям из различных источников либо в 1952 году, либо в 1959 году.

## Командиры шхуны
Командирами парусно-винтовой шхуны, а затем транспорта «Компас» в составе Российского императорского флота в разное время служили:
- капитан-лейтенант барон К. Г. Вреде  (1859 год)[6];
- капитан-лейтенант К. П. Пилкин (2 (14) ноября 1859 — 18 (30) января 1860)
- капитан-лейтенант Ф. Е. Кроун (13 (25) октября 1860 — 22 июля (3 августа) 1863)[37];
- капитан 2-го ранга, а с 1 (13) января 1870 года капитан 1-го ранга Г. К. Ушаков (1869 — 15 (27) апреля 1874)[38];
- капитан-лейтенант А. К. де Ливрон (с 15 (27) апреля 1874 года по 1 (13) мая 1875 года)[39][22][40];
- капитан-лейтенант С. С. Валицкий  (1875 год)[23];
- капитан 2-го ранга П. А. Полянский (1875—1879 годы)[41];
- капитан 2-го ранга В. В. Житков (с 12 (24) февраля 1879 года до 22 мая (3 июня) 1879 года)[42];
- капитан-лейтенант И. И. Збышевский (с 22 мая (3 июня) 1879 года)[43];
- капитан 2-го ранга Д. С. Иванов (с 18 (30) марта 1885 года)[44];
- капитан 2-го ранга П. А. Данилов (1886 год)[45];
- капитан 2-го ранга С. Н. Давыдов (1887 год)[комм. 4][47];
- капитан 2-го ранга П. А. Безобразов (1888 год)[48];
- капитан 2-го ранга М. К. Глинка (1888—1889 годы)[49];
- капитан 2-го ранга К. Б. Михеев (1892—1894 годы)[50];
- капитан 2-го ранга Снарский (с 18 (30) сентября 1895 года)[51];
- капитан 2-го ранга М. А. Мордовин (1894—1895 годы)[52];
- капитан 2-го ранга Г. П. Беляев (с 6 (19) августа 1900 года до 1901 года)[53];
- капитан 2-го ранга Н. Ф. Есиновский (с 3 (16) сентября 1901 года до 1902 года)[54].